# 胆形织纹螺
胆形织纹螺（学名：Nassarius thersites），是新腹足目织纹螺科织纹螺属的一种。主要分布于中国大陆，常栖息在潮间带。